# 89 FM A Rádio Rock Goiânia
89 FM A Rádio Rock Goiânia é uma emissora de rádio brasileira sediada em Goiânia, com outorga em Trindade, respectivamente capital e município do estado de Goiás. Opera no dial FM, na frequência 102.9 MHz, e é afiliada à 89 FM A Rádio Rock. A frequência entrou no ar em 1995, intitulada Mil FM, e possuía programação popular.

## História
A Mil FM foi fundada em 1995 e possui programação popular. Em setembro de 2014, foi confirmado que o Diários Associados iria arrendar a emissora por 5 anos. Para a mudança, novos locutores foram contratados. O lançamento da nova rádio foi marcado por um evento de grande porte para o mercado publicitário, campanhas de divulgação na cidade, além de ações da marca como realizadas no Distrito Federal. A Clube FM estreou oficialmente em 8 de outubro de 2014.
Enquanto esteve no ar, a Clube FM passou por diversas mudanças em seu comando, que refletiram em sua programação. A parceria com o Diários Associados encerrou em fevereiro de 2017. Jerônimo Rodrigues, dono da emissora, decidiu encerrar o arrendamento e retornar com a Mil FM, trazendo parte de sua equipe original. A Clube FM foi encerrada em 11 de fevereiro de 2017 e a Mil FM iniciou sua programação musical. A estreia oficial ocorreu em 13 de fevereiro.
Em maio de 2018, a Mil FM retira a sua programação do ar e começa a implantar um novo formato. O radialista Auvaro Maia divulga em seu site que os funcionários foram informados que deveriam entrar na justiça para receber salários atrasados e direitos trabalhistas. Em 19 de maio, entra no ar a programação de expectativa da NovaBrasil FM. De surpresa, a NovaBrasil FM Goiânia entrou no ar oficialmente na manhã de 24 de maio de 2018. As comemorações de inauguração contaram com a presença da cantora Luiza Possi em edição especial do Estúdio Nova realizada na capital, com a banda Biquini Cavadão, em 4 de junho.
No dia 6 de março de 2019, a programação da NovaBrasil FM foi substituída por uma programação de expectativa para a reestreia da 89 FM A Rádio Rock em Goiânia. A emissora é a primeira afiliada da segunda fase da rede, que já contou com uma afiliada entre 2004 e 2005. O projeto deverá seguir o mesmo formato vigente nas afiliadas da Alpha FM, co-irmã do grupo, onde utiliza plástica, grade e conteúdo idênticas a emissora de São Paulo, mas com produção artística e geração totalmente locais. A estreia oficial da 89 FM A Rádio Rock Goiânia ocorreu na madrugada de 11 de março de 2019.